# 東優花
東 優花（ひがし ゆか、1991年7月1日 - ）は、2015年から2017年まで活動した日本のアナウンサー。
京都府出身。近畿大学附属高等学校、神戸女学院大学文学部総合文化学科卒業（華道部部長）。漢字検定2級取得。趣味は朝ごはんを楽しむこと、競馬(園田を含む）、神社仏閣めぐり、宝塚観劇。アナウンサーとして活動する以前にはパートナーズ・プロに所属しタレント、スポーツキャスターとして活動をしていた事もある。

## 略歴
- 2014年3月 - 45期サンテレビガールズ[2]。
- 2015年3月 - サンテレビガールズを卒業[2]。
- 2016年 - J SPORTS「野球好き」オリックス主催試合にて、ベンチリポーターを務める。
- 2017年 - テレビユー福島の契約アナウンサーとして入社。
- 2018年3月 - テレビユー福島を退社。

- 2024年4月 - AIR-G' FM北海道　道新ヘッドラインニュース（月）（水）

## 過去の担当番組
- 野球好き（2016年、J SPORTS）オリックス主催試合ベンチリポーター
- 西はりまサタデー9（サンテレビ）リポーター
- 撮っておき3局ねっと（びわ湖放送・奈良テレビ・テレビ和歌山）レポーター
- 2016夏 高校野球 兵庫大会 結果（ベイコム）
- 中央競馬パドック中継（グリーンチャンネル、2016年9月17日、10月1日、10月8日、10月22日、11月12日、11月19日、12月10日、12月24日、2017年1月14日、1月17日、1月28日、2月11日、2月25日、3月11日、3月25日、4月8日）
- きのくに21（テレビ和歌山）